# Luitgarda
Luitgarda (zm. 4 czerwca 800) – królowa Franków, prawdopodobnie córka hrabiego z Alemanii.

## Życiorys
W 796, po śmierci Fastrady została piątą żoną Karola Wielkiego. W 800 wraz z mężem i pasierbami Ludwikiem i Karolem wyruszyła na wyprawę za Alpy. Małżonkowie musieli jednak zawrócić, gdyż Luitgarda zachorowała i trzy dni później zmarła. Królowa uchodziła za najpiękniejszą z żon Karola i najbardziej przez niego ukochaną. Nadworni poeci pisali na temat jej pobożności, szlachetności i szczodrości, jak również zapale do nauki i umiłowania sztuki. Małżeństwo pozostało jednak bezdzietne. Po śmierci ukochanej żony, Karol nie ożenił się ponownie, poświęcając się związkom z kochankami.